# François-Joachim Potier
François-Joachim Potier, książę de Gesvres (ur. 29 września 1692, zm. 19 września 1757) – francuski dyplomata.
Markiz (od 1722 roku) a potem książę de Gesvres. Par Francji i pan (Seigneur) de Saint-Ouen. W roku 1742 został wysłany jako poseł do Monachium by pogratulować elektorowi Bawarii Karolowi Albertowi elekcji cesarskiej jako Karol VII.
Jego ojcem był François Bernard Potier  (1655-1739), a synem Léon Louis Potier (1695-1774). W 1728 otrzymał Orderem Świętego Ducha.